# Koșlanî, Orativ
Koșlanî (în ucraineană Кошлани) este localitatea de reședință a comunei Koșlanî din raionul Orativ, regiunea Vinnița, Ucraina.

## Demografie
Componența lingvistică a localității Koșlanî
     Ucraineană (99,34%)
     Alte limbi (0,66%)
Conform recensământului din 2001, majoritatea populației localității Koșlanî era vorbitoare de ucraineană (99,34%), existând în minoritate și vorbitori de alte limbi.